# Изекор, Кен
Кен Эгоса Гидеон Изекор (нем. Ken Eghosa Gideon Izekor; родился 24 мая 2007, Ахен, Германия) — немецкий футболист, нападающий клуба «Байер 04».

## Клубная карьера
Воспитанник клуба «Байер 04», 14 декабря 2023 года Изекор дебютировал за основную команду, выйдя на замену в матче Лиги Европы против «Молде».

## Карьера в сборной
Выступал за сборные Германии до 16 и до 17 лет.